# 羅克桑德鎮區 (密西根州)
羅克桑德鎮區（英語：Roxand Township）是位於美國密西根州伊頓縣的一個行政鎮區。

## 地方資料
羅克桑德鎮區的面積為94.60平方千米，當中陸地面積為94.50平方千米，而水域面積為0.10平方千米。根據2020年美國人口普查的數據，當地共有人口1748人，而人口密度為每平方千米18.48人。